# Эль-Филали, Мохаммед
Моха́ммед Эль-Фила́ли (араб. محمد الفيلالي‎}; род. 9 июля 1945, Марокко) — марокканский футболист, игравший на позиции нападающего. Участник чемпионата мира 1970 года.

## Биография

### Клубная карьера
Большую часть футбольной карьеры Эль-Филали играл за клуб «Мулудия», в составе которой суммарно отыграл 16 сезонов и в 1975 году выиграл с командой чемпионский титул.

### Карьера в сборной
В составе сборной Марокко принимал участие на чемпионате мира 1970 года, где сыграл во всех матчах группового этапа — со сборными ФРГ (1:2), Перу (0:3) и Болгарии (1:1). Марокканцы не смогли преодолеть групповой этап, заняв в группе последнее место с одним очком.
В составе марокканской сборной принимал участие на олимпийском турнире 1972 года, где был основным игроком и сыграл в 6 матчах на турнире. Всего за сборную Марокко сыграл 35 матчей и забил 5 голов.